# Cultures de la vergonya i cultures de la culpa
La distinció entre cultures de la vergonya i cultures de la culpa diferencia entre societats on davant un fet jutjat com a moralment incorrecte es fomenta l'aparició de la vergonya o l'aparició de la culpa en primer terme. Es tracta d'un espectre ampli en el qual es poden enquadrar totes les comunitats amb més grau d'un sentiment o de l'altre, com va estudiar Ruth Benedict a la seva obra El Crisantem i l'espasa.

## Cultures de la vergonya
En les cultures de la vergonya l'honor té un valor social molt alt i qui viola una norma pateix per la por a veure's exclòs del grup. Les aparences són molt importants i qui infringeix els codis pateix vergonya en ser descobert o en imaginar-se l'escrutini dels altres membres de la comunitat si arribessin a saber-ho. La jerarquia de la persona infractora es veu greument afectada per la falta i existeixen poques possibilitats de canviar el valor social dels actes. La família es veu afectada, ja que una taca a l'honor d'un dels seus membres afecta negativament tots els seus parents, per això la pressió familiar ajuda a complir les regles.

## Cultures de la culpa
A les cultures de la culpa els remordiments apareixen quan una persona actua d'una manera incorrecta segons la pròpia consciència (fins i tot si aquesta està fortament influïda per l'entorn). Es tracta d'un sentiment negatiu, la culpa, que sorgeix en comparar l'actuació amb els estàndards del bé i que produeix insatisfacció individual. El pecat religiós està lligat a aquest tipus de cultures. El càstig pot ser una conseqüència de la malifeta però l'expiació és sempre a partir del penediment i propòsit d'esmena personal. La culpa es pot patir encara que ningú pugui descobrir mai la mala acció.

## Distribució
Les cultures de la vergonya es localitzen a Orient (el Japó i la Xina tradicionals), l'antiga Roma, el barroc espanyol, la cultura gitana o codis tancats com la màfia italiana. Per contra, les cultures de la culpa es troben a l'antiga Grècia, el judaisme, les tribus nord-americanes i la majoria de països del centre d'Europa.